# Meningodora vesca
Meningodora vesca är en kräftdjursart som först beskrevs av Sidney Irving Smith 1886.  Meningodora vesca ingår i släktet Meningodora och familjen Oplophoridae. Inga underarter finns listade i Catalogue of Life.